# John Hoppner
John Hoppner (4 de Abril de 1758 – 23 de Janeiro de 1810) foi um retratista e pintor inglês. Ele alcançou a fama como colorista brilhante. O seu toque tem qualidades de amplitude e liberdade que dão aos seus quadros um pálido reflexo do charme de Reynolds

## Princípio da vida
Hoppner nasceu em Whitechapel, Londres, filho de pais alemães, a sua mãe era uma das atendentes alemães no palácio real. O interesse paternal e o patrocínio do rei George sobre o menino deu origem a rumores, bastante infundados, de que ele possa ter sido seu filho ilegítimo. Hoppner tornou-se um cantor na capela real, mas mostrou forte inclinação para a arte, e em 1775 ele entrou para a Academia Real. Em 1778 ele ganhou uma medalha de prata pelo desenho de formas de vida, e em 1782, a mais alta condecoração da Academia, a medalha de ouro para pintura histórica, com o tema Rei Lear.

## Carreira
Ele exibiu o seu talento pela primeira vez na Royal Academy em 1780, o seu primeiro amor foi a paisagem, mas a necessidade obrigou-o a voltar-se para o negócio mais lucrativo da pintura do retratos. Uma vez bem sucedido, ele teve ao longo da vida os assistentes mais elegantes e ricos, e foi o maior rival para a crescente atração de Thomas Lawrence. Hoppner tentou evitar sujeitos ideais, apesar de Sleeping Venus, Belisarius, Jupiter and Io, Bacchante, Cupid e Psyche estarem mencionados entre as suas obras. O príncipe de Gales visitou-o especialmente muitas vezes, e muitos dos seus melhores retratos estão nos apartamentos de estado no Palácio de St. James, os melhores talvez sejam os do príncipe, o do duque e da duquesa de York, e o do Senhor Rodney e do Lord Nelson, Entre os seus outros assistentes estavam Sir Walter Scott, o duque de Wellington, Frere e Sir George Beaumont.
Juízes competentes consideraram que os seus trabalhos mais bem sucedidos eram retratos de mulheres e crianças. A Series of Portraits of Ladies foi publicado por ele em 1803, e um volume de traduções de contos orientais para Inglês em 1805. O verso é medíocre. Nos seus últimos anos Hoppner sofria de uma doença crônica do fígado. Ele era confessadamente um imitador de Reynolds. Quando pintou pela primeira vez, os seus trabalhos foram muito admirados pelo brilho e harmonia de sua coloração, mas devido a danos causados pelo tempo, que muitos deles sofreram, originou-se uma grande depreciação a sua reputação. A aparência, no entanto, de alguns dos seus quadros em bom estado de conservação mostrou que a sua fama como uma colorista brilhante foi bem fundamentada. Os seus desenhos têm defeitos, mas o seu toque tem qualidades de amplitude e liberdade que dão aos seus quadros um pálido reflexo do encanto de Reynolds.
Excepcionalmente Hoppner pintou o fundo e talvez mais do que um retrato do corpo inteiro de Charlotte, condessa Talbot por Thomas Gainsborough em 1788, o ano em que morreu Gainsborough. Ele está agora na Dunedin Public Art Gallery .

### Vida Pessoal
Hoppner era um homem de grande poder social, e tinha o conhecimento e as realizações de um homem do mundo.
Casou-se com Phoebe Wright, filha do escultor norte-americano Patience Wright. Eles tiveram cinco filhos, embora pouco se sabe sobre o mais novo:
- Catherine Hampden Hoppner (1784–1828), Magistrada, East India Company
- Richard Belgrave Hoppner (1786–1872), Cônsul Geral Britânico em Veneza,[1]
- Wilson (sometimes known as William) Lascelles Hoppner (1788-?), artista
- Henry Parkyns Hoppner (1795–1833), Oficial da Royal Navy, Explorador do Ártico, desenhista e artista.
- Filho mais novo, desconhecido.

## Galeria

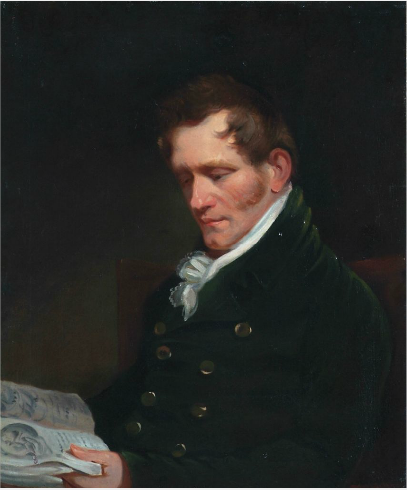
Dr. Matthias Hoffman, Province House (Nova Scotia)
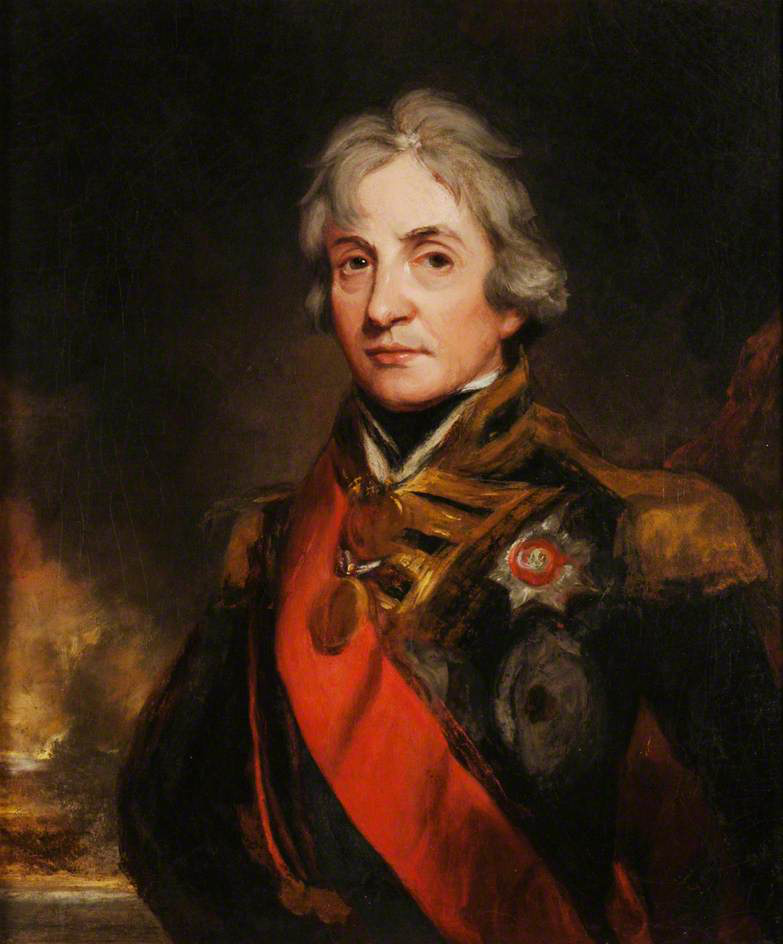
Lord Nelson
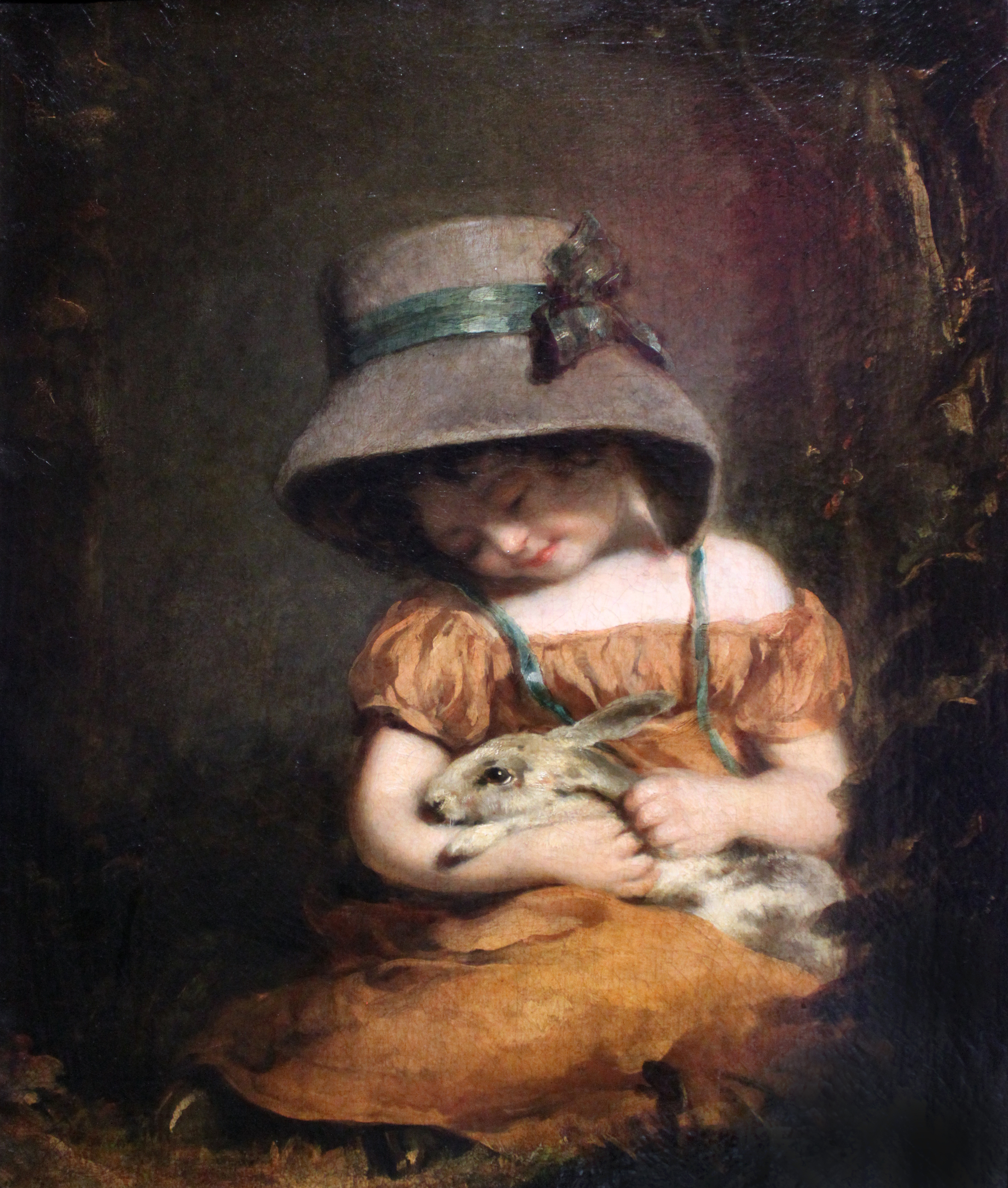
Menina com coelho, 1800, Instituto Städel
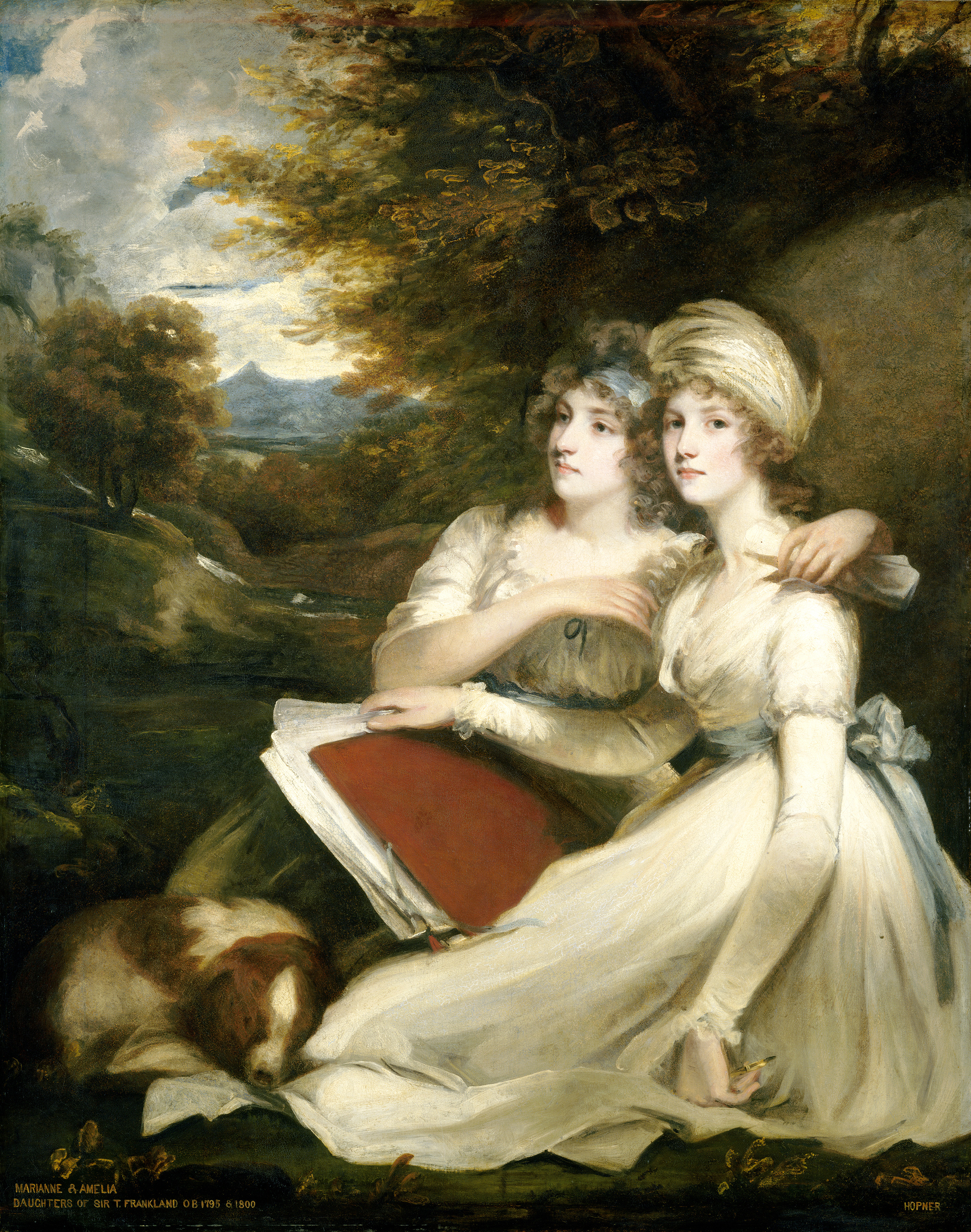
Retrato das irmãs Frankland, 1795
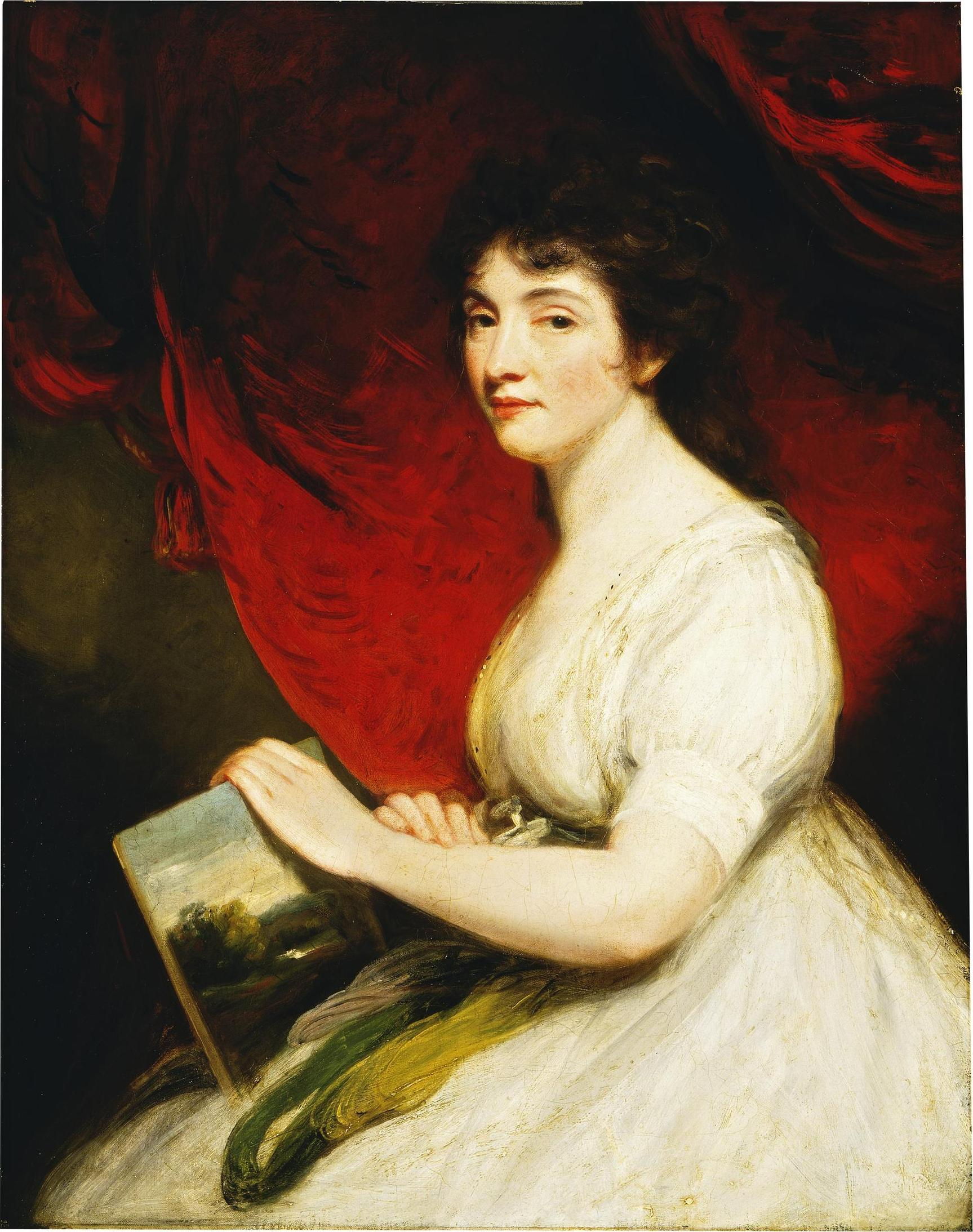
Miss Mary Linwood, por volta de 1800

## Notes
1. ↑  The Gentleman's Magazine. [S.l.: s.n.] 1834. 445 páginas

## Morte
Em seus últimos anos de vida, Hoppner sofreu de uma doença crônica do fígado. No dia 23 de janeiro de 1810, o pintor morreu.  

## Início da vida e infância

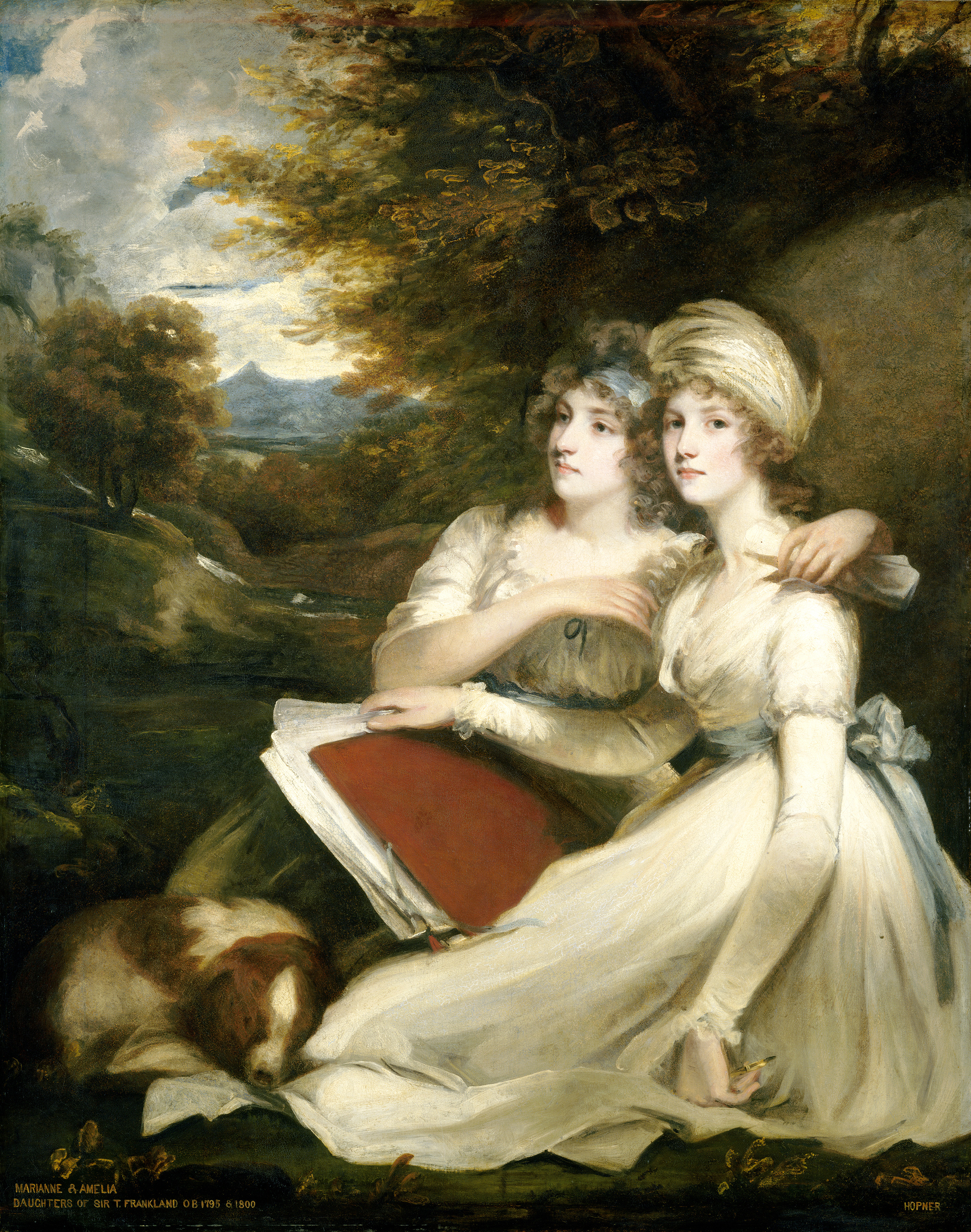
Retrato das irmãs Frankland, 1795

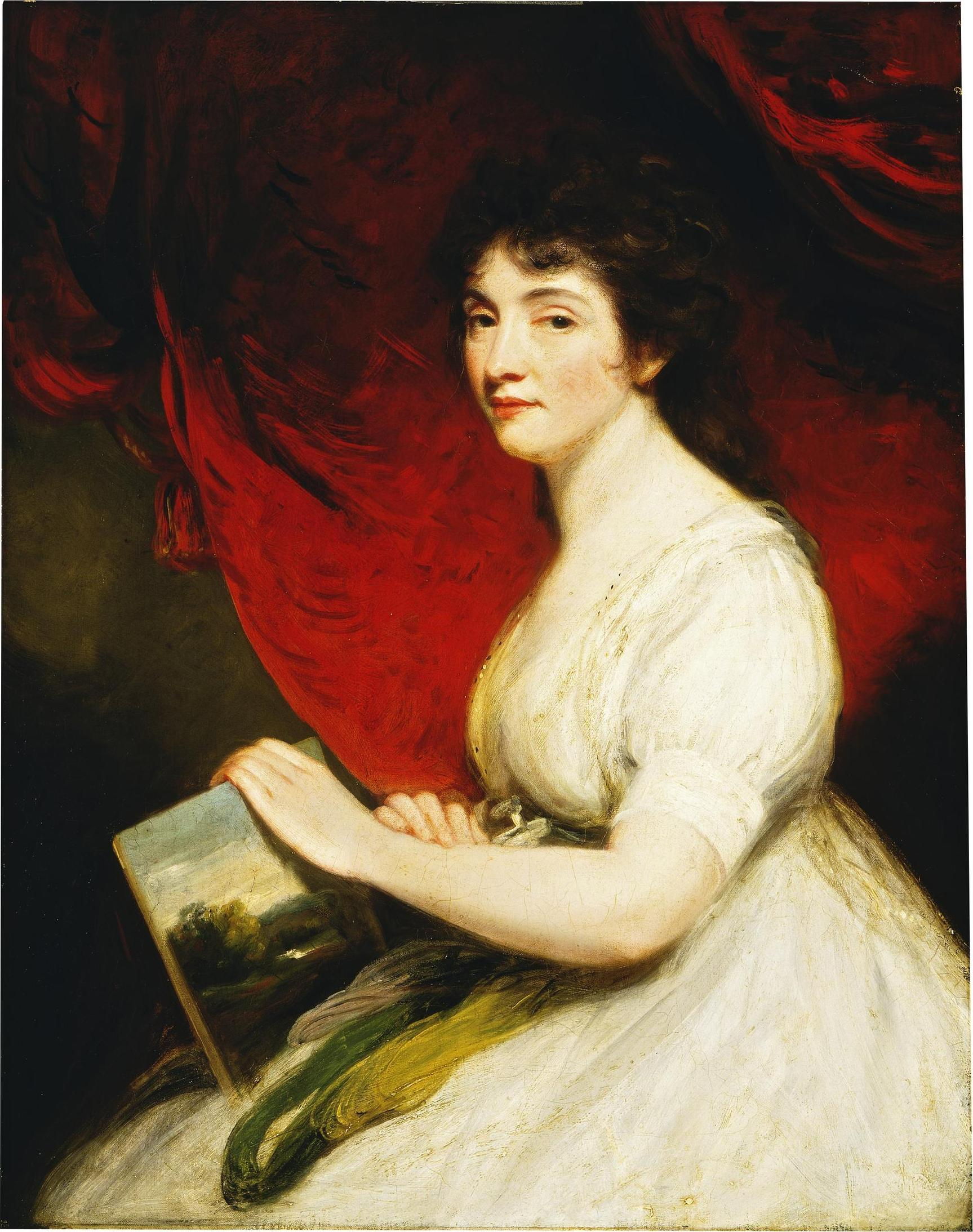
Mary Linwood, por volta de 1800, Museu John Hoppner V&A.

Hoppner nasceu a leste de Londres, emWhitechapel, filho de pais alemães – sua mãe era uma das atendentes alemãs no palácio real.  O Jorge III mostrou um sentimento paternal e patrocínio do menino que deu origem a rumores, bastante infundados,  de que ele pode ter sido seu filho ilegítimo.
Hoppner tornou-se corista na capela real, mas, demonstrando forte interesse pela arte, em 1775, ingressou na Academia Real Inglesa . Em 1778, ele ganhou uma medalha de prata por desenhar ao vivo e, em 1782, o maior prêmio da Academia, a medalha de ouro por pintura histórica, tendo como tema o Rei Lear. 
1. 1 2 3 4